# Macrorhynchia fulva
Macrorhynchia fulva is een hydroïdpoliep uit de familie Aglaopheniidae. De poliep komt uit het geslacht Macrorhynchia. Macrorhynchia fulva werd in 2009 voor het eerst wetenschappelijk beschreven door Di Camillo, Puce & Bavestrello. 